# Enric Sànchez i Arias
Enric Sànchez i Arias (Marsella, Provença-Alps-Costa Blava, 13 de juny de 1941) és un dirigent veïnal català. Ha desenvolupat una llarga tasca en la promoció comercial del Raval i en la millora de les condicions de vida del barri, a través d'una gran quantitat d'entitats fundades o impulsades per ell mateix, com l'Associació de Veïns i Comerciants del carrer Nou de la Rambla, l'Associació de Veïns i Comerciants del carrer de la Guàrdia, Nou Drassanes Comercial o la Federació d'Associacions de Comerç i Entitats del Raval, Eix Comercial del Raval.
La seva tasca s'ha centrat en la defensa dels interessos i les necessitats dels residents i comerciants, i en el foment de l'activitat econòmica i comercial del Raval. El seu objectiu ha estat treballar conjuntament amb les diverses entitats de la zona i amb l'Administració per construir un entorn atractiu i potenciar una activitat comercial variada i de qualitat, tenint sempre en compte el veí, el comerciant i el visitant del barri alhora: accions informatives, assessorament legal i suport a les accions globals de promoció del comerç.
Entre les iniciatives més recents cal esmentar especialment el programa d'assessorament, formació i inclusió en el teixit associatiu dels comerciants immigrants que ha dut a terme l'Eix Comercial del Raval, i pel qual aquesta entitat va rebre el Premi Barcelona Associacions.
Pertany també a la junta de govern de la Fundació Tot Raval, plataforma de coordinació d'entitats, empreses i particulars que treballa per promocionar el barri i millorar-hi la qualitat de vida, i és representant associatiu del Consell Ciutadà del Districte de Ciutat Vella i membre del Consell de Ciutat. El 2007 va rebre la Medalla d'Honor de Barcelona.